# Enquiries into vulgar and common errors
Enquiries into vulgar and common errors est un ouvrage écrit en 1646 par l'anglican anglais Thomas Browne qui a fait progresser la réflexion dans de nombreux domaines scientifiques : sociologie, médecine, botanique, sciences politiques, théologie et surtout épistémologie. Il a été traduit en français en 1733 sous le titre Opinions reçues comme vraies qui sont fausses et douteuses.
Cet essai en forme de commentaire sur les conditions de l'apparition des fausses opinions, véritable morphologie et taxonomie des erreurs communes a nourri la « nouvelle science » qui, au XVIIe siècle, s'attaque aux fondements et à la méthodologie des sciences traditionnelles dominées par la religion. Il s'efforce ainsi de déconstruire les traditions merveilleuses du Moyen Âge. Se penchant sur ce qu'il appelle la « pseudo-science épidémique » (pseudodoxia epidemica), Thomas Browne démontre la continuité et la coopération entre la critique religieuse et la critique rationnelle, ce qui est la démarche de son époque, dominée par la religion.
Dans ce livre, Thomas Browne s'en est pris aux nouveaux arguments voulant que les Noirs soient faits pour le travail manuel du fait de la couleur de leur peau. Browne, quand il parle de vertu, de moralité, utilise des métaphores militaires : Fais un esclave de ton propre esclavage et sois à toi-même un César.
L'essai, publié en 1646, a fait parler de lui, car la population d'esclaves noirs à la Barbade avait commencé à émerger entre 1640 et 1645, avec l'installation des premières grandes plantations de canne à sucre.
Le principe directeur est, comme chez Descartes ou Spinoza, la rationalité, la consistance logique. Cette position a la « curieuse conséquence (curieuse pour nous, mais tout à fait normale pour l'homme de l'Europe post-tridentine) de regrouper dans une même catégorie la vérité rationnelle et le dogme religieux, en opposition avec les superstitions hétérodoxes et les fables populaires », observe Corin Braga, dans De l'utopie à l'antiutopie, la censure de l'imaginaire aux XVIIe-XVIIIe siècles.
L'essai a été traduit en français une première fois en 1733 par Jean-Baptiste Souchay.